# بالدوکی
بالدوکی (پرتغالی: Baldocchi؛ زادهٔ ۱۴ مارس ۱۹۴۶) بازیکن فوتبال اهل برزیل بود.
از باشگاه‌هایی که در آن بازی کرده‌است می‌توان به باشگاه فوتبال کورینتیانس، باشگاه فوتبال پالمیراس، باشگاه فوتبال بوتافوگو، و باشگاه ورزشی فورتالزا اشاره کرد.
وی همچنین در تیم ملی فوتبال برزیل بازی کرده‌است.